# Divisópolis
Divisópolis es un municipio brasileño situado en el estado de Minas Gerais. Tiene una población estimada, en 2021, de 11 396 habitantes.
Su mayor medio de subsistencia es la agricultura.